# M.ILL.ION
M.ILL.ION är ett svenskt hårdrocksband som bildades i Göteborg 1989. Basisten B.J "Berra" Laneby grundade bandet som rönt stora framgångar internationellt b.a med flera topplisteplaceringar. Man har turnerat med akter som Michael Schenker Group, Magnum, Nazareth och originalmedlemmarna i Saxon, såväl som på egen hand. Sweden Rock Festival, Firefest (England), Rock Over Munich (Tyskland) och Hard Rock Hell Roadtrip (Spanien) är bara några av alla de festivaler M.ILL.ION spelat på. I juni/juli 2014 M.ILL.ION turnerade de i Storbritannien där B.J Laneby blev allvarligt sjuk och lade därefter bandet på is. Lagom till 30-årsjubileet för debutplattan No.1  är M.ILL.ION tillbaka med fyra av originalmedlemmarna i sättningen. Hans Dalzon (sång), CT Rohdell (gitarr) Marcus Berglund (keyboards) och B.J Laneby (bas). Dessa kompletteras av de nya rekryterna Henrik Andersson (sologitarr) och Magnus Rohdell (trummor). Den 10 september släpper det tyska skivbolaget AOR Heaven bandets "reunionplatta" Back on Track i Europa. Denna förekoms av singeln/videon "Back on Track" den 23 juli, 2021. Denna, M.ILL.ION´s 8:e, skiva är mixad av Simon Hanhart (David Bowie, Bryan Adams, Saxon, Yngwie Malmsteen, Asia, Marillion, Waysted m.fl) och är mastrad av Tim Debney, Fluid Mastering (Deep Purple/Judas Priest /Rod Stewart m.fl). 

## Medlemmar
Nuvarande medlemmar
- B.J Laneby – basgitarr  (1989–2014, 2020– )
- Hans Dalzon – sång  (1989–1999, 2020– )
- CT Rohdell - gitarr (1989–1999, 2020– )
- Marcus Berglund - keyboards (1990–1996, 2020–  )
- Magnus Rohdell - trummor (2020– )
- Henrik Andersson - sologitarr ( Jan 2021– )

Tidigare medlemmar
- Ulrich Carlsson sång (1999–2014)
- Stefan Wetterlind – gitarr (1989–1999)
- Roland Christoffersson – trummor (1989–1995)
- Mikael Böhnke – keyboard (1998–2001)
- Per Westergren – trummor (1995–2012)
- Jonas Hermansson – gitarr (1999–2008)
- Johan Bergquist – keyboard (2002–2009)
- Staffan Österlind – gitarr (2008–2009)
- Andreas Grövle - gitarr (2009–2014)
- Johan Häll - trummor (2012–2014)
- Angelo Modafferi - keyboards (2009–2014)

## Diskografi
Studioalbum
- No. 1 (1992)
- We, Ourselves & Us (1994)
- Electric (1998)
- Detonator (2001)
- Kingsize (2004)
- Thrill Of The Chase (2008)
- Sane & Insanity (2011)
- Back on Track (10 sept. 2021

EP
- 2004 (2004)

Singlar
- "Judgement Day" (1995)
- "Everyday Hero" (2011)
- "Back on Track" ( 23 juli 2021)

Samlingsalbum
- Get Millionized! (2001)
- M.ILL.ION 1991–2006 The Best, So Far (2006)

## Videor
- Circle of Trust (2021)
- Back on Track (2021)
- Everyday Hero (2011)
- Live in Germany (2009)
- Backdoor Queen (2004)
- Candyman (1998)
- Sign of Victory (1992)